# تل العريمة
تل العريمة يقع التل في فلسطين على الحافة الشمالية الغربية من بحيرة طبريا، تبلغ مساحته حوالي 6 هكتار، وقد كان مأهولاً بالسكان خلال المرحلتين الأولى والثانية من العصر البرونزي القديم ومحصناً في المرحلة الثانية.